# Ruberg (Radsportteam)
Ruberg war ein deutsches Radsportteam, das von 1952 bis 1971 bestand. Von 1958 bis 1960 und von 1968 bis 1970 war das Team ohne Lizenz und nicht aktiv.

## Geschichte
Hauptsponsor des Teams war Ruberg & Renner (Eigentümer war Werner Ruberg) ein Hersteller von Antriebsketten mit Sitz in Hagen, Nordrhein-Westfalen. Aufgrund der wirtschaftlichen Schwierigkeiten durch eine Rezession wurde das Sponsoring des Radsportteams 1967 eingestellt. 1971 wurde nochmals für ein Jahr ein Team gesponsert.
 Das Unternehmen wurde in den 1970er Jahren von dem amerikanischen Unternehmen Rexnord aufgekauft.
Das erste Team 1952 bestand aus acht deutschen Radrennfahrern. Erster Teamleiter war Wolfgang Gronen, welcher diese Position von 1952 bis 1954 und von 1961 bis 1967 ausübte. 1956 bestand das Team nur noch aus zwei Fahrern.
Viele Fahrer, die für das Team starteten, hatte teilweise Verträge mit zwei Teams gleichzeitig. Hintergrund war, dass die Union Cycliste International (UCI) eine Regelung hatte, nach der Berufsfahrer aus Deutschland und der Schweiz ein Startrecht in zwei verschiedenen Mannschaften hatten. Diese Regelung wurde 1973 aufgehoben. Viele Rennfahrer der Mannschaft fuhren auf der Straße und Bahn gleichzeitig Rennen, wie zum Beispiel Hennes Junkermann 1964 und 1965.
1965 und 1966 hatte Ruberg mit Paul Orban aus Ungarn einen Fahrer aus Osteuropa im Team. Orban hatte eine Sondergenehmigung seines Verbandes erhalten, als Profi zu starten (später fuhr er wieder als Amateur, vor allem Steherrennen).

## Erfolge

### Straße
| 1952 - Weltmeisterschaften – Straßenrennen - Deutscher Meister – Straßenrennen - eine Etappe Deutschland-Rundfahrt 1952 1953 - eine Etappe Tour du Sud-Est - Deutsches Dreitagerennen - 3. Platz GP de Suisse (EZF) 1954 - Deutscher Meister – Straßenrennen 1955 - Gesamtwertung und zwei Etappen Deutschland-Rundfahrt 1955 1957 - Deutscher Meister – Straßenrennen 1963 - eine Etappe Critérium du Dauphiné - eine Etappe Luxemburg-Rundfahrt - Luxemburger Meister – Straßenrennen - 15. Platz Gesamtwertung Tour de France 1964 - Rund um Köln 1965 - Rund um Köln - Ronde van Limburg - eine Etappe Tour de l’Avenir 1966 - eine Etappe Andalusien-Rundfahrt - eine Etappe Gran Premio Fedrácion Catalana de Ciclismo - Grosser Preis des Kantons Aargau - Nordwestschweizer Rundfahrt - Großer Preis der Dortmunder Union-Brauerei 1952 - Sechstagerennen München - Deutscher Meister – Madison 1953 - Deutscher Meister – Einerverfolgung - Deutscher Meister – Madison 1955 - Deutscher Meister – Einerverfolgung 1961 - Deutscher Meister – Steher - Weltmeister – Steher - Niederländische Meisterschaft – Einerverfolgung 1962 - Deutscher Meister – Sprint 1963 - Deutscher Meister – Sprint 1964 - Deutscher Meister – Sprint - Deutscher Meister – Madison - Deutscher Meister – Steher - Sechstagerennen Frankfurt - Sechstagerennen Quebec 1965 - Europäische Meisterschaft – Madison - Deutscher Meister – Sprint - Deutscher Meister – Madison - Sechstagerennen Frankfurt 1966 - Sechstagerennen Berlin (a) - Sechstagerennen Québec - Deutscher Meister – Steher - Sechstagerennen Berlin 1967 - Europäische Meisterschaft – Steher - Sechstagerennen Berlin - Sechstagerennen Dortmund - Sechstagerennen Melbourne - Deutscher Meister – Sprint - Deutscher Meister – Steher |

## Ehemalige Fahrer
- Hennes Junkermann (1964–1965+1971)
- Ludwig Hörmann (1952–1954)
- Günther Pankoke (1952–1956)
- Friedhelm Fischerkeller (1961)
- Karl-Heinz Marsell (1961+1964–1966)
- Dieter Puschel (1962–1964+1966)
- Horst Oldenburg (1964–1966)